# Раннит, Алексис
Алексис Раннит (настоящее имя Алексей Константинович Долгошев; Alexis Rannit, эст. Aleksis Rannit; 14 октября 1914, Калласте, Лифляндская губерния — 5 января 1985, Нью-Хейвен, Коннектикут, США) — эстонский поэт, искусствовед, критик.

## Биография
Родился 14 октября 1914 года в посёлке Калласте Лифляндской губернии (теперь в уезде Тартумаа Эстонии). Детство провел в Петрограде. 
В 1939 году окончил Тартуский университет в Эстонии. Учился на курсах прикладного искусства. Занимался исследованием литовской литературы, был знаком со многими литовскими писателями. В 1938—1940 годах работал корреспондентом рижской газеты «Сегодня».
В 1940 году женился на литовской оперной певице Гражине Матулайтите, переехал в Каунас, где до 1941 года работал переводчиком в Государственном театре драмы, а затем — библиотекарем Центральной государственной библиотеки Литвы (до 1944 года).
В 1944 году, при наступлении Советской Армии и изгнании немецких войск из Литвы, Раннит эмигрировал в Германию, где в 1946—1950 годах продолжил образование в Институте прикладного искусства Фрайбурга.
В 1953 году эмигрировал в США, где в 1954—1960 годах работал в Публичной библиотеке Нью-Йорка.
В 1956 году защитил магистерскую диссертацию по истории искусства (аннотированная критическая библиография М. К. Чюрлёниса) в Колумбийском университете (Нью-Йорк). Работал старшим научным сотрудником и куратором славянских и восточноевропейских коллекций Йельского университета. Являлся почетным доктором американских и европейских университетов, членом-основателем Международной ассоциации искусствоведов, представителем эстонских писателей в международном ПЕН-клубе, членом редакционной коллегии журнала Континент. Почётный доктор Стокгольмского и Корейского университетов.
Умер А. Раннит 5 января 1985 года в Нью-Хейвене (штат Коннектикут).

## Творчество
Первоначально писал стихи на русском языке и выступал в русской печати довоенной Эстонии. С 1930 года печатался на эстонском языке. Переводил стихи литовских поэтов (Пятрас Вайчюнас, Л. Гира, К. Инчюра, Й. Коссу-Александравичюс, А. Мишкинис, В. Сириос-Гира, С. Сантварас, Але Сидабрайте и другие ) на эстонский язык. Издал семь поэтических сборников. 
Произведения А. Раннита переведены на английский, русский, венгерский, литовский и немецкий языки. На русский язык его поэзию переводили Георгий Адамович, Игорь Северянин, Борис Нарциссов, Василий Бетаки, Лидия Алексеева, Наталия Горбаневская и другие.

## Книги (в русском переводе)
- В оконном переплете. Перевод с эстонского Игоря Северянина. — Таллин: Издательство Академического Союза Объединённых Искусств, 1938.
- Via Dolorosa. Авторизованный перевод с эстонского Игоря Северянина. — Стокгольм: Северные огни, 1940.